# Gastronomía de Madagascar
La gastronomía malgache abarca las diversas tradiciones culinarias de la isla de Madagascar en el océano Índico. Los alimentos que se consumen en Madagascar reflejan la influencia de los migrantes del sudeste asiático, africanos, indios, chinos y europeos que se han asentado en la isla desde que fue poblada por primera vez por marinos de Borneo entre los años 100 y 500 d. C. El arroz, la piedra angular de la dieta malgache, fue cultivado junto con tubérculos y otros alimentos básicos del sudeste asiático por estos primeros colonos. Su dieta se complementó con la búsqueda de alimento y la caza de animales silvestres, lo que contribuyó a la extinción de la megafauna de aves y mamíferos de la isla. Estas fuentes alimenticias se complementaron posteriormente con carne de cebú introducido en Madagascar por inmigrantes de África Oriental que llegaron alrededor del siglo XI. El comercio con comerciantes árabes e indios y comerciantes transatlánticos europeos enriqueció aún más las tradiciones culinarias de la isla al introducir una gran cantidad de nuevas frutas, verduras y condimentos.
En casi toda la isla, la cocina contemporánea de Madagascar consiste típicamente en una base de arroz servido con acompañamiento, en el dialecto oficial de la lengua malgache el acompañamiento se denomina laoka. Las muchas variedades de laoka pueden ser vegetarianas o incluir proteínas animales, por lo general presentan una salsa aromatizada con ingredientes como jengibre, cebolla, ajo, tomate, vainilla, sal o curry en polvo. En partes del sur y oeste de la isla, se reemplaza el arroz con maíz, mandioca o leche fermentada de cebú.
Una amplia variedad de buñuelos dulces y salados, así como otros alimentos callejeros, están disponibles en toda la isla, al igual que diversas frutas tropicales. Las bebidas de producción local incluyen zumos de frutas, infusiones y bebidas alcohólicas. La variedad de platos que se comen en Madagascar en el siglo XXI refleja la historia y la diversidad demográfica de la isla. La complejidad de las comidas malgaches puede variar desde las preparaciones sencillas y tradicionales introducidas por los primeros colonos hasta los refinados platos festivos preparados para los monarcas de la isla del siglo XIX. Aunque la clásica comida malgache de arroz y su acompañamiento sigue siendo predominante, los colonos franceses y los inmigrantes de China e India han popularizado otros tipos y combinaciones de alimentos.

## Historia

### Antes de 1650

Localización de Madagascar, una nación insular al este del sur de África y la cuarta isla más grande del mundo.

Se cree que los marinos austronesios fueron los primeros humanos en asentarse en la isla, llegando entre los años 100 y 500 d. C. En sus canoas llevaban alimentos desde el continente a la isla. La primera población concentrada de colonos humanos surgió a lo largo de la costa sureste de la isla, aunque la primera vez que tocó tierra fue en la costa norte. A su llegada, los primeros colonos hicieron un tala y quema para limpiar las selvas tropicales vírgenes de la costa para el cultivo de cultivos. También recolectaron miel, frutas, huevos de aves y cocodrilos, hongos, semillas y raíces completas, y elaboraron bebidas alcohólicas a partir de miel y jugo de caña de azúcar.
Se cazaba y atrapaba regularmente en los bosques, incluyendo ranas, serpientes, lagartos, erizos, tenrecs, tortugas, jabalíes, insectos, larvas, pájaros y lémures. Los primeros colonos se encontraron con la riqueza de la megafauna de Madagascar, incluidos lémures gigantes, epiornítidos, hipopótamos de Madagascar y fosas gigantes. A medida que la tala y quema acabaron con parte de la selva virgen, las comunidades plantaron y cultivaron cada vez más parcelas. Para el año 600 d. C., grupos de estos primeros colonos se habían trasladado tierra adentro y habían comenzado a talar los bosques de las tierras altas centrales.

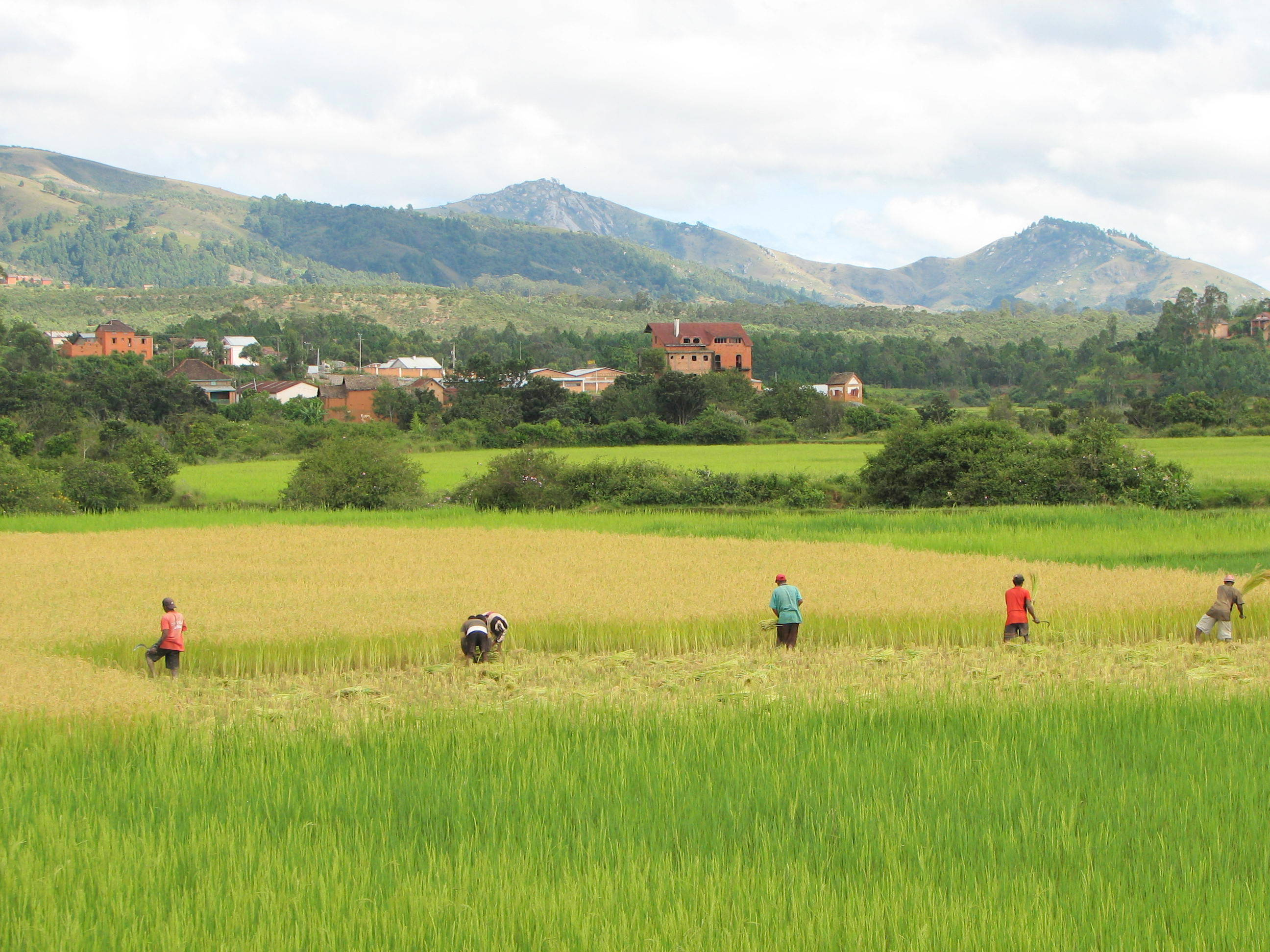
Los arrozales irrigados en terrazas surgieron en las tierras altas centrales alrededor del.

El arroz se plantaba originalmente en seco o se cultivaba en zonas pantanosas de tierras bajas, lo que producía bajos rendimientos. Los arrozales de regadío se adoptaron en las tierras altas alrededor de 1600, primero en las tierras altas del sur y luego en las tierras altas del norte de Imerina. Para cuando aparecieron los arrozales en terrazas en el centro de Madagascar durante el siglo siguiente,  la cubierta forestal original de la zona había desaparecido en gran medida. En su lugar, había aldeas dispersas rodeadas de arrozales cercanos y campos de cultivo.
El cebú, una forma de ganado jorobado, fue introducido en la isla alrededor del año 1000 d. C. por colonos del este de África, que también trajeron sorgo, cabras, maní de Bambara y otras fuentes de alimentos. Debido a que este ganado representaba una forma de riqueza en el este de África y, en consecuencia, en la cultura malgache, solo se comía en raras ocasiones, generalmente después de su sacrificio ritual en eventos de importancia espiritual como los funerales. La leche fresca de cebú y la cuajada constituían una parte importante de la dieta de los pastores.
Los alimentos se preparaban comúnmente hirviéndolos en agua (al principio usando bambú verde como recipiente y luego ollas de barro o hierro), asando sobre un fuego o asando a la parrilla sobre piedras o carbones calientes. La fermentación también se utilizó para crear cuajada a partir de leche, desarrollar el sabor de ciertos tubérculos secos o frescos o producir bebidas alcohólicas a partir de miel, jugo de caña de azúcar u otras plantas locales. Las técnicas de secado, ahumado y salazón se utilizaron para conservar diversos alimentos para el transporte, comercio o consumo futuro.

### 1650-1800
El comercio atlántico de esclavos aumentó el comercio marítimo en los puertos malgaches, incluidos los productos alimenticios. Los barcos comerciales trajeron cosechas de América, como el tomate, maíz, maní, tabaco y habas, a Madagascar en los siglos XVI y XVII. La mandioca llegó después de 1735 de una colonia francesa que se asentaba en la Isla Reunión.
Estos productos se cultivaron primero en las zonas costeras más cercanas a sus puertos de llegada, pero pronto se extendieron por toda la isla; dentro de los 100 años de su introducción se extendieron por todo el altiplano central. Del mismo modo, en los puertos costeros malgaches se introdujeron piña y frutas cítricas como limones, limas, naranjas, consumidas por los marineros para protegerse del escorbuto en los viajes a través del Atlántico. El cultivo local comenzó poco después.
El nopal o raketa, también conocido en el sur de Madagascar como sakafon-drano o «alimento de agua», fue traído a Tôlanaro en 1769 por el conde francés Dolisie de Maudave. La planta se extendió por la parte sur de la isla, donde se convirtió en un cultivo alimenticio fundamental para los pastores de Mahafaly y Bara. El consumo de aproximadamente seis de los frutos de esta planta evitó la necesidad de beber agua, y una vez que se hubieran quitado las espinas, los cladodios de la planta nutrirían e hidratarían al ganado cebú que cuidaban.

## Cocina contemporánea

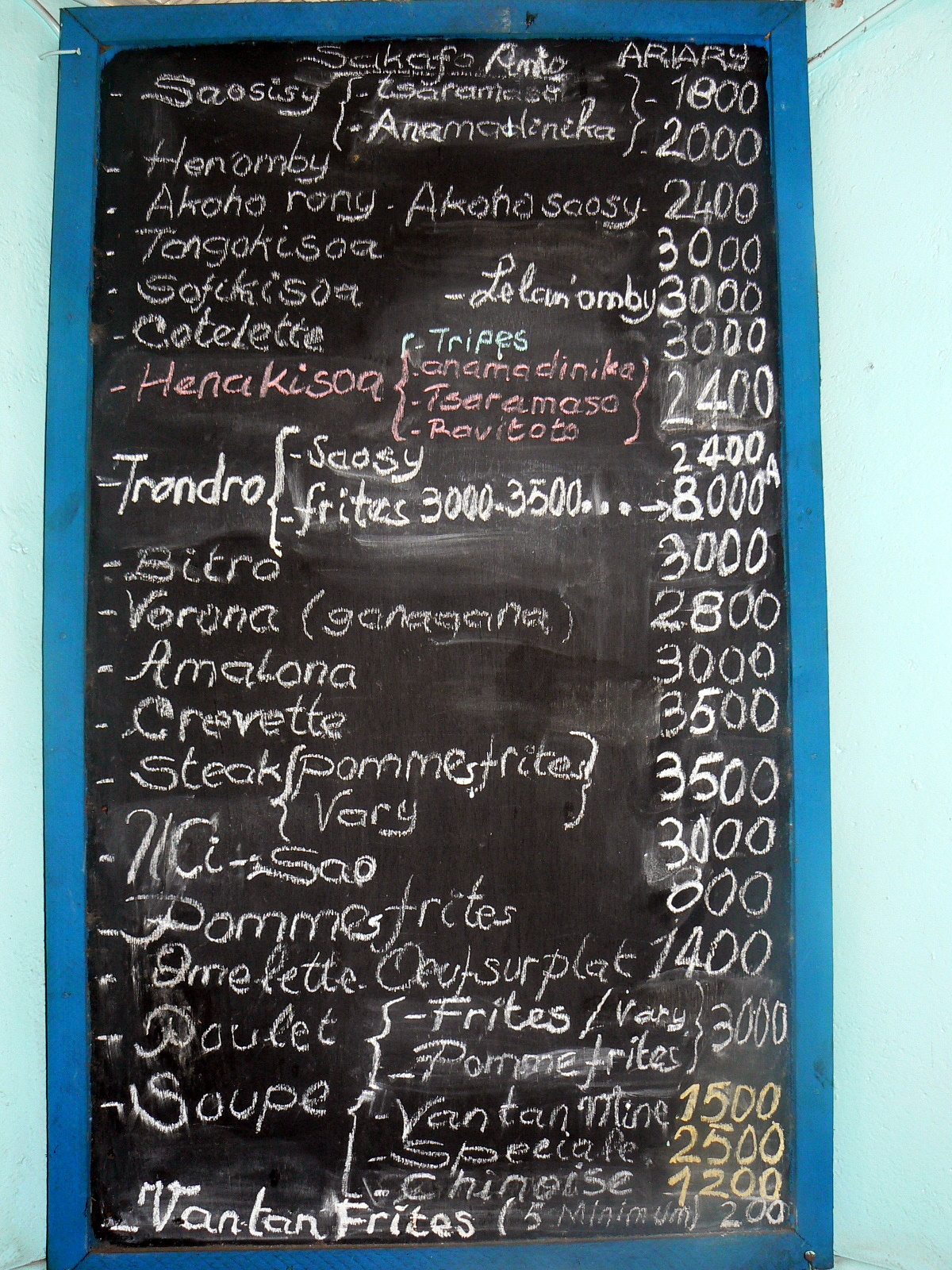
Menú de un restaurante en Madagascar

Desde que Madagascar se independizó del dominio colonial francés en 1960, la cocina malgache ha reflejado las diversas culturas e influencias históricas de la isla. En todo el país, el arroz se considera el alimento preeminente y constituye el principal alimento básico en todas las regiones del sur y el oeste, excepto en las más áridas.
La cocina malgache también se sirve en puestos de carretera simples, llamados gargottes, o de restaurantes. También se pueden comprar bocadillos y comidas a base de arroz a los vendedores ambulantes. Los restaurantes de lujo ofrecen una variedad más amplia de cocina extranjera y platos malgaches con influencias francesas y externas en la técnica de preparación, los ingredientes y la presentación.

### Arroz
El arroz, también conocido vary en malgache, es la piedra angular de la dieta malgache y normalmente se consume en todas las comidas. El arroz se prepara con cantidades variables de agua para producir un arroz seco mullido, que se come con algún tipo de acompañamiento en salsa. También se hace una papilla de arroz espesa llamada vary sosoa que normalmente se come para el desayuno o se prepara para los enfermos. El vary sosoa se suele acompañar con un laoka de kitoza, tiras ahumadas de carne de cebú. Una variación popular, vary amin'anana, es una papilla tradicional hecha con arroz, carne y verduras picadas.

### Laoka
Laoka es el nombre que se le da al acompañamiento que se sirve con el arroz. Los laoka se sirven frecuentemente con algún tipo de salsa. En las tierras altas, la salsa generalmente está compuesta de tomate, mientras que en las zonas costeras a menudo se agrega leche de coco durante la cocción.